# Helen Merrill Sings the Beatles
Helen Merrill Sings the Beatles — студийный альбом американской певицы Хелен Меррилл, записанный и выпущенный в 1970 году в Японии на лейбле Victor. Аранжировки подготовил Масахико Сато.
Для альбома Меррилл записала кавер-версии песен британской группы The Beatles двух разных периодов (1965—1966 и 1968—1969), избегая многих стандартов четвёрки, которые исполняли другие исполнители. Вместо этого Меррилл останавливается на материале лирического, интроспективного песенного свойства, выбирая для своего трибьюта сонные, созерцательные песни «Here, There and Everywhere», «And I Love Him», «Let It Be», «Golden Slumbers», «In My Life».

## Отзывы критиков
| Оценки критиков | Оценки критиков |
| Источник        | Оценка          |
| --------------- | --------------- |
| AllMusic        | [ 1 ]           |

Джон Буш из AllMusic написал: «Томный, хрипловатый голос Хелен Меррилл и её способности к интерпретации дали ей возможность блистать со многими типами материала; в 1970 году она возглавляет небольшую японскую группу, прославляющую каноны Леннона/Маккартни, в эксперименте, который не просто успешен, но и доставляет огромное удовольствие. Большинство версий растягиваются ее маленькой группой, почти всегда навсегда; только „The Word“ звучит совершенно неловко в медной джаз-фанковой аранжировке. Однако успех этому альбому всегда приносят выступления Меррилл. Одна из лучших интерпретаторов вокальной музыки в свободной форме, она записывает версии, не заученные и не экспериментальные, те, которые напоминают оригиналы, но многое добавляют к их ощущениям и гармониям (всегда важное качество, когда вы сталкиваетесь с перспективой записать 12 самых запоминающихся выступлений в истории звукозаписи). Действительно, ни один другой джазовый вокалист не смог бы выжить — и преуспеть — так, как это: записывать абстрактные аранжировки для сборника рок-песен в Токио в 1970 году с группой, чьи легко узнаваемые аранжировки иногда угрожают их таланту. Она даже находит тонкие способы добиться успеха с прямолинейным роком „Lady Madonna“».

## Список композиций
Слова и музыка всех песен Пола Маккартни и Джона Леннона.
1. «Let It Be» — 4:16
2. «Lady Madonna» — 3:14
3. «Because» — 3:17
4. «The Word» — 4:43
5. «Norwegian Wood (This Bird Has Flown)» — 5:14
6. «Here There and Everywhere» — 2:54
7. «Golden Slumbers» — 3:13
8. «And I Love Him» — 2:28
9. «In My Life» — 3:12
10. «Mother Nature’s Son» — 2:44
11. «If I Fell» — 3:30
12. «I Want You» — 0:43

## Участники записи
- Аранжировка, фортепиано — Масахико Сато[яп.]
- Вокал — Хелен Меррилл
- Бас — Ясуо Аракава[яп.]
- Бэк-вокал — Singers Three[яп.]
- Ударные — Такеши Иномата[яп.]